# Louis Le Chatelier
Louis Le Chatelier (20 de febrer de 1815 – 10 de novembre d 1873) va ser un químic i un industrial francès que l'any 1855, va desenvolupar un mètode per a la producció de l'alumini a partir de la bauxita. Aquest mètode més tard va resultar superat pel procés Bayer. El seu fill també va ser un químic molt conegut, Henri Louis Le Chatelier. El cognom de Louis és el que apareix inscrit a la Torre Eiffel.